# 卡皮拉
卡皮拉（西班牙語：Capira），是巴拿馬的城鎮，位於該國中東部，由西巴拿馬省的卡皮拉區負責管轄，面積45.6平方公里，海拔高度118米，2010年人口5,181，人口密度每平方公里113.6人。